# Akli Miklós (film)
Az Akli Miklós egy 1986-ban csehszlovák közreműködéssel készült színes, magyar filmvígjáték, amely Mikszáth Kálmán regénye alapján Akli Miklós császári és királyi mulattató történetét dolgozza fel, amelyet a televízió a Cimbora című magazinműsora is sugározott a 35. adásában.

## Szereplők
- Akli Miklós – Hirtling István
- Kovács „Ilonka” Ilona – Eva Vejmělková (magyar hangja: Kováts Adél)
- Ferenc császár – Helyey László
- Kovács ezredes – Kovács István
- Szilvássyné – Temessy Hédi
- Lauber – Csákányi László
- Kovács György – Görög László
- Velmand Klementina – Hernádi Judit
- Báró Szepessy István – Cserhalmi György
- Dimitri apó – Ján Mildner
- Kolowrat – Benedek Miklós
- Napóleon – Mikó István
- Királyné – Moór Mariann
- Fritz Bratt – Reviczky Gábor
- Stohlen  – Szacsvay László
- Pap – Szerencsi Hugó
- Grobe – Vajda László
- Narrátor (hangja) – Sinkovits Imre
- Mária Lujza – Tallós Rita
- Liechtenstein János – Harkányi Endre
- Tanácsos úr – Gera Zoltán
- gróf Stadion – Gelley Kornél
- Metternich – Funtek Frigyes
- Királyi nevelőnő – Mányai Zsuzsa
- A királyné udvarhölgye – Herczeg Csilla
- Feldühödött (bad ischli lakos) – Vay Ilus
- Lázadó (bad ischli lakos) – Némethy Ferenc

Ábrahám Edit, Dózsa László, Balkay Géza, Bencze Ferenc, Kádár Flóra, Kovács Titusz, Orosz Helga, Raksányi Gellért, Segesvári Gabriella, Tallós Andrea, Tóth Enikő.

## Televíziós megjelenés
m1, m2, Duna TV, Duna World, TV2, Magyar ATV, Humor 1, Szekszárdi VTV, Szeged TV, Vásárhelyi VTV